# Ixonanthaceae
Ixonanthaceae é uma família de plantas angiospérmicas (plantas com flor - divisão Magnoliophyta), pertencente à ordem Malpighiales. Elas são árvores ou arbustos, sua polinização é feita por abelhas ou moscas e a dispersão de sementes por endozoocoria (pássaros) ou hidrocoria (água).
A ordem à qual pertence esta família está por sua vez incluída na classe Magnoliopsida (Dicotiledóneas): desenvolvem portanto embriões com dois ou mais cotilédones.
No Brasil essa família se encontra na Amazônia, contendo dois gêneros nativos e cinco espécies. Nenhum desses gêneros é cultivado.
O género consiste em 30 espécies dentro de 4 géneros.
Possui uma distribuição pantropical e ocorre no Sudoeste Asiático, na África Central e na parte norte da América do Sul, principalmente na Região Amazônica.

## Gêneros

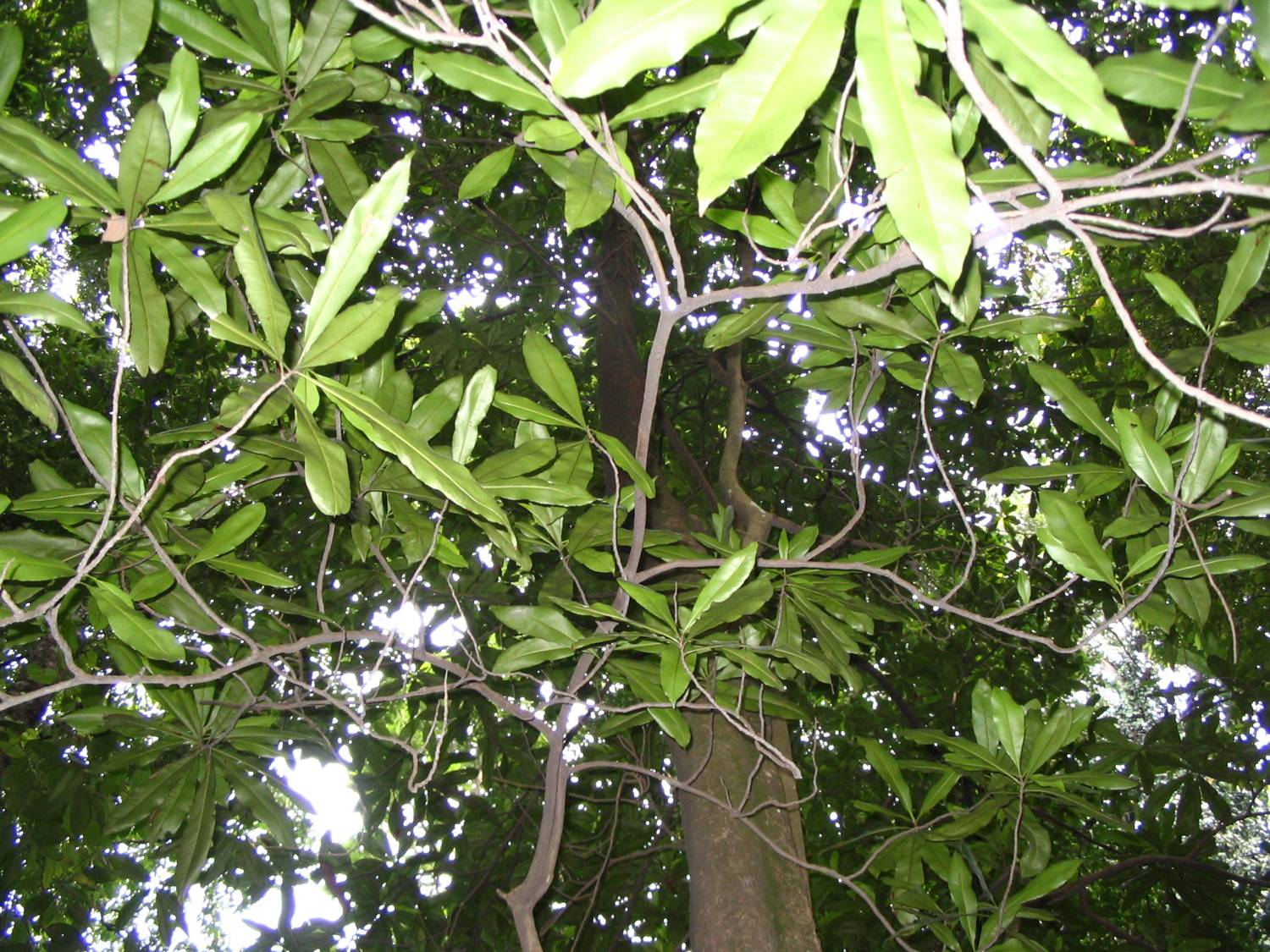
Ixonanthes isocandra

| - Cyrillopsis - Ixonanthes | - Ochthocosmus - Phyllocosmus |

## Diversidade taxonômica[2]
É uma família que compreende 4 gêneros com 18 espécies.
- Ixonanthes[3]
  - Ixonanthes icosandra Jack
  - Ixonanthes petiolaris Blume
  - Ixonanthes reticulata Jack
- Cyrillopsis[4]
  - Cyrillopsis micrantha (Steyerm.) P.E.Berry & N.Ramírez
  - Cyrillopsis paraensis Kuhlm.
- Ochthocosmus[5]
  - Ochthocosmus attenuatus Steyerm. & Luteyn
  - Ochthocosmus barrae Hallier f.
  - Ochthocosmus berryi Steyerm.
  - Ochthocosmus floribundus Gleason
  - Ochthocosmus gossweileri Exell & Mendonça
  - Ochthocosmus longipedicellatus Steyerm. & Luteyn
  - Ochthocosmus multiflorus Ducke
  - Ochthocosmus roraimae Benth.
- Phyllocosmus[6]
  - Phyllocosmus africanus (Hook.f.) Klotzsch
  - Phyllocosmus calothyrsus Mildbr.
  - Phyllocosmus congolensis (De Wild. & T.Durand) T.Durand & H.Durand
  - Phyllocosmus lemaireanus (De Wild. & T.Durand) T.Durand & H.Durand
  - Phyllocosmus sessiliflorus Oliv.

## Morfologia[7][8]
FOLHAS: Simples, alternas, com nervura pinada; estípulas pequenas ou ausentes.
FLORES: Em cimos, racemos ou panículas axilares; regulares; bissexuais; actinomorfas; pentâmeras; sépalas livres ou levemente fundidas na base; pétalas livres, curvadas e persistentes e endurecidas no fruto; disco nectarífero presente e intra-estaminal.
ANDROCEU: Estames 5-20, todos férteis; filetes inseridos na face externa de um disco em forma de anel ou taça, livres ou fixados basalmente ao disco, dobrados no botão; anteras curtas dorsifixas com deiscência longitudinal, ditecas.
GINECEU: Ovário súpero, 2-3-5-locular, cada lóculo com 1-2 óvulos e muitas vezes dividido por um falso septo; óvulos, se 2, colaterais, pendentes; estiletes simples ou vários completamente unidos com 5 estigmas livres e radiantes ou unidos ou estigma simples; estigma capitato; placentação axial-apical.
FRUTOS: Frutos septicidas ou às vezes loculicidas, com cápsulas alongadas.
SEMENTES: 2-9 sementes com alas na parte basal, podem ou não possuir endosperma, por vezes ariladas.

## Características identificação da família[9]
- Folhas alternadas com pequenas estípulas ou ausentes;
- Flores pequenas, 5-meras; pétalas muitas vezes curvadas e persistentes em frutos;
- Frutifica cápsulas septicidas com sementes aladas basalmente ou ariladas.

## Relações filogenéticas
Dentro da família, a filogenia mais aceita é a que traz os gêneros Phyllocosmus e Ochtocosmus como grupos-irmãos entre si, ambos com Cyrillopsis e os três com Ixonanthes.

## Gêneros e espécies do Brasil
Dos 4 gêneros existentes, apenas 2 ocorrem no Brasil. Nos estados Amapá, Amazonas, Mato Grosso, Pará, Rio de Janeiro, Rondônia e Roraima.
Cyrillopsis
- Cyrillopsis paraensis Kuhlm.

Ochthocosmus
- Ochthocosmus barrae Hallier f.
- Ochthocosmus berryi Steyerm.
- Ochthocosmus roraimae Benth.

- Ochthocosmus multiflorus Ducke